# Ymeria denticulata
Ymeria denticulata (лат.) — вид примитивных стегоцефалов, единственный в роде Ymeria. Таксон известен из девонских отложений (фаменский ярус) по частично сохранившемуся черепу голотипа, включая нижнюю челюсть и нёбо, так же по останкам плечевого пояса.

## История изучения
Окаменелости девонских четвероногих животных, подобных роду Ichthyostega, были известны на острове Имер с 1929 года. Череп рода Ymeria был обнаружен в 1947 году командой палеонтологов из Дании и Швеции на южном склоне горы Цельсия (Mt. Celsius) на острове Имер в северо-восточной части административной территории Гренландия (Дания). Шведский палеонтолог академик Эрик Ярвик (Erik Jarvik, 1907—1998), член экспедиции 1947 года, не смог отнести найденный череп ни к роду Ichthyostega, ни к роду Acanthostega. Долгое время останки оставались не определёнными. В 1988 году английский палеонтолог профессор Дженнифер Клэк (Кембриджский университет) стала первым учёным, предположившим, что обнаруженный материал представляет собой новый, третий, вид четвероногого животного из Гренландии. В результате дополнительных исследований в 2012 году были описаны новые род и вид Ymeria denticulata.

## Систематика
При описании нового вида авторы не указали ни класс, ни отряд, к которым его можно отнести, поскольку голотип MGUH VP 6088 сочетает в себе как плезиоморфные, так и апоморфные признаки. Исследователи рассматривают новый таксон в качестве базальной группы для четвероногих позвоночных. Из девонских отложений известно более 10 родов четвероногих: Ichthyostega Säve-Söderbergh, 1932; Acanthostega Jarvik, 1952, Tulerpeton Lebedev, 1984; Metaxygnathus Campbell & Bell, 1977; Elginerpeton Ahlberg, 1991; Obruchevichthys Ahlberg, 1991; Ventastega Ahlberg et al., 1994; Hynerpeton Daeschler et al., 1994; Densignathus Daeschler, 2000; Sinostega Zhu et al., 2002; Jakubsonia Lebedev, 2004. Ymeria denticulata более всего напоминает два других обнаруженных в Гренландии рода: Ichthyostega и Acanthostega.
В 2015 году Дженнифер Клек с A. R. Milner подтвердили отнесение рода к семейству Ichthyostegidae из клады тетраподоморфов (Tetrapodomorpha). Однако анализ Клек и соавторов (2016) восстановил несколько вариантов филогенетического положения Ymeria в кладе тетраподоморф, ни в одном из которых род не является близким родственником ихтиостеги.

## Этимология
Родовое название Ymeria дано по названию острова Имер, где обнаружен типовой материал, которое происходит от имени персонажа германо-скандинавской мифологии великана Имира, из которого создан этот мир. Видовое название denticulata обращает внимание на зазубренную поверхность нижней челюсти.